# 5 Małopolski Batalion Strzelców Pieszych
5 Małopolski Batalion Strzelców Pieszych – pododdział piechoty 2 Brygady Strzelców Pieszych Polskich Sił Zbrojnych.

## Formowanie i zmiany organizacyjne
Formowanie rozpoczęto w Szkocji w lutym 1945. Zdolność bojową miał osiągnąć do 1 czerwca 1945. W walkach na froncie nie wziął udziału. Oficerowie wywodzili się z I Korpusu Polskiego oraz z 5 małopolskiego pułku strzelców pieszych z 2 Dywizji Strzelców Pieszych przybyłych z internowania w Szwajcarii. Żołnierze w ok. 80% z armii niemieckiej lub organizacji Todta, do których to wcześniej zostali przymusowo wcieleni.
Stacjonowała pierwotnie w Kintore-Fintray, a następnie w Culter Ho. Kultywował tradycje 5 Małopolskiego Pułku Strzelców Pieszych Wojska Polskiego we Francji

## Obsada personalna

### Dowódca batalionu
- mjr Władysław Kuśmidrowicz[2]

### Zastępca dowódcy batalionu
- mjr Alfred Kruczyński[3]
  - adiutant batalionu - kpt. Jan Szewluk
  - dowódca kompanii dowodzenia –por. Mieczysław Trelka
  - dowódca kompanii broni wsparcia – kpt. Stanisław Wygoda
  - dowódca 1 kompanii – por. Kazimierz Sobaczewski
  - dowódca 2 kompanii – por. Walter Konrad Boczek
  - dowódca 3 kompanii – por. Kazimierz Baszucki
  - dowódca 4 kompanii – por. Rudolf Ignacy Fara

## Znaki rozpoznawcze
- Patki: granatowe z seledynową żyłką[1]
- Otoki: granatowe[1]
- Znaki na wozach: [1]